# Lekang
Lekang er en lille bygd på Hadseløyas østside i Hadsel kommune i Nordland. Lekang var et vigtig område omkring forrige århundreskifte. Bygden består af mange små gårde og huse. Lekang grænser op til Hadsel Kirke. Kulturmindeparken viser Lekangs historie med Stjernemonumentet, vikingeboplads, høvdingesæde med bådehuse til langskibe. Bygden ligger omtrent midt mellem komunecentret Stokmarknes og Melbu.